# Gordon McDonald
James Gordon McDonald (Walton, 2 febbraio 1878 – Haileybury, 23 maggio 1938) è stato un calciatore canadese.
Nel 1904 fece parte della squadra del Galt che conquistò la medaglia d'oro nel torneo di calcio dei Giochi della III Olimpiade. L'anno successivo alle Olimpiadi, McDonald fu capitano dei Seaforth Hurons con cui vinse l'Ontario Cup nel 1905.